# Diamesa tenuipes
Diamesa tenuipes är en tvåvingeart som beskrevs av Maurice Emile Marie Goetghebuer 1938. Diamesa tenuipes ingår i släktet Diamesa och familjen fjädermyggor.
Artens utbredningsområde är Österrike. Inga underarter finns listade i Catalogue of Life.